# Liste der Biografien/Robo
Liste der Biografien |
Portal Biografien |
Personensuche
# |
A |
B |
C |
D |
E |
F |
G |
H |
I |
J |
K |
L |
M |
N |
O |
P |
Q |
R |
S |
T |
U |
V |
W |
X |
Y |
Z |
?
 
Ra |
Rb |
Rd |
Re |
Rh |
Ri |
Rj |
Rk |
Rl |
Rm |
Rn |
Ro |
Rr |
Rs |
Rt |
Ru |
Rv |
Rw |
Rx |
Ry |
Rz
 
Roa |
Rob |
Roc |
Rod |
Roe |
Rof |
Rog |
Roh |
Roi |
Roj |
Rok |
Rol |
Rom |
Ron |
Roo |
Rop |
Roq |
Ror |
Ros |
Rot |
Rou |
Rov |
Row |
Rox |
Roy |
Roz 
 
Roba |
Robb |
Robc |
Robe |
Robi |
Robk |
Robl |
Robm |
Robn |
Robo |
Robr |
Robs |
Robu |
Roby 
Die Liste der Biografien führt alle Personen auf, die in der deutschsprachigen Wikipedia einen Artikel haben. Dieses ist eine Teilliste mit 19 Einträgen von Personen, deren Namen mit den Buchstaben „Robo“ beginnt.

## Robo
- Robo, Asnnel (* 1993), französischer American-Football-Spieler
- Robo, Kristo (* 1948), albanischer Sportschütze

### Roboc
- Robochop (* 1985), deutscher Hip-Hop-Produzent
- Robock, Klaus (1931–1991), deutscher Physiker

### Robol
- Robold, Matthias (* 1969), deutscher Schriftsteller und Illustrator
- Robolski, Arnold (1828–1909), deutscher Jurist, Publizist und Politiker
- Robolski, Heinrich (1858–1939), deutscher Jurist, Präsident des Kaiserlichen Patentamts
- Robolsky, Hermann (1822–1901), deutscher Schriftsteller und Publizist

### Robor
- Roborecki, Andrew (1910–1982), ukrainischer Geistlicher, Bischof von Saskatoon
- Roborowski, Wsewolod Iwanowitsch (1856–1910), russischer Forschungsreisender
- Robortello, Francesco (1516–1567), italienischer Renaissance-Humanist

### Robos
- Robosonic (* 1984), deutscher DJ und Musikproduzent

### Robot
- Robota, Rózia (1921–1945), polnische Widerständlerin im KZ Auschwitz-Birkenau
- Robotham, George, australischer Badmintonspieler
- Robotham, Michael (* 1960), australischer Krimi-Autor und ehemaliger JournalistMichael Robotham (* 1960)

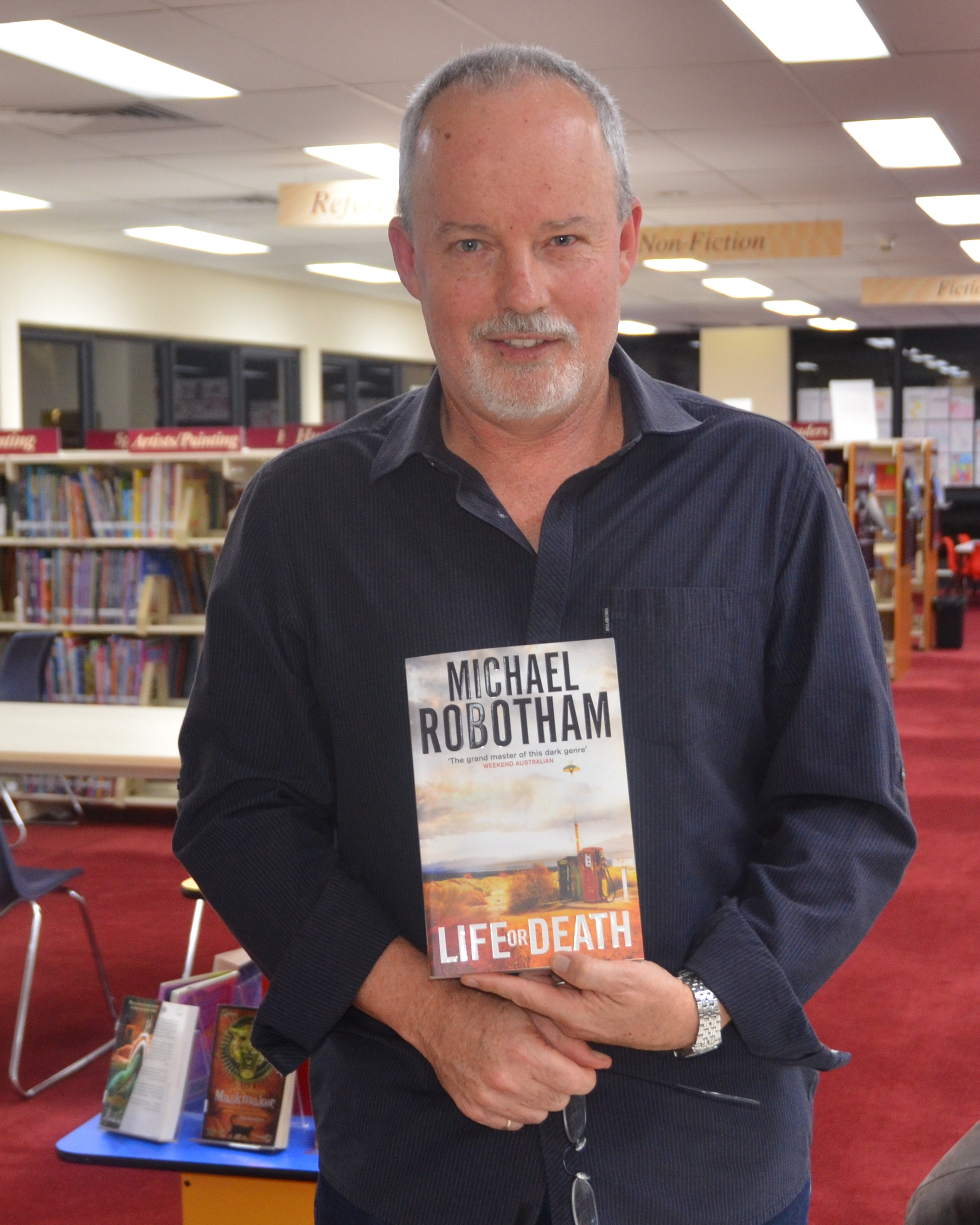
Michael Robotham (* 1960)

- Robotti, Dunja, Pianistin und Hochschullehrerin
- Robotti, Enzo (* 1935), italienischer Fußballspieler und -trainer

### Robow
- Robow, Mukhtar, somalischer islamistischer Politiker und Milizenführer

### Roboz
- Roboz, Elizabeth (1904–1995), US-amerikanische Neurochemikerin